# Москвич 5
«Москвич 5» («Moskvich 5») — компактный кроссовер, представленный в 2023 году Московским автомобильным заводом «Москвич». Является лицензионным клоном китайской модели — Sehol X6.

## Описание
Впервые «Москвич 5» был представлен летом 2023 года главе Республики Татарстан Рустаму Минниханову. После «Москвич 3» и «Москвич 6», это третья модель под брендом «Москвич». По словам производственного директора завода «Москвич» Олега Маслякова, производство и продажи были намечены на 2024 год.
Прародитель «Москвича 5» — JAC Sehol X6, дебютировавший в 2022 году в КНР. По габаритам модель близка к японской модели — Toyota RAV4.

## Технические характеристики
«Москвич 5» оснащается 1,5-литровыми турбодвигателями мощностью 149—184 л. с. и крутящим моментом 230—300 Н⋅м. Максимальная скорость — 170 км/ч.
Коробка передач — вариатор. Привод — передний.